# クリープ
クリープ(creep)は、物体に持続応力が作用すると、時間の経過とともに歪みが増大する現象。主に高温環境下における材料の変形を説明するために用いられる。

## クリープ変形の特徴
塑性変形が時間に依存しないのに対し、クリープ変形は時間が経つほど変位量が増える（時間依存性がある）。また材料の温度が高いほどクリープ速度は速く、絶対温度における融点の4割 - 5割程度でクリープ変形は顕著になる。
クリープ変形はその変形機構により、大きく転位クリープと拡散クリープに大別される。
転位クリープの場合、その変形過程には3つの段階があり、第1期が遷移クリープ域と呼ばれる変形初期、第2期は定常クリープ域と呼ばれるクリープ速度一定の領域、第3期は加速クリープ域と呼ばれるクリープ速度が時間経過によって大きくなる領域である。定常クリープ域でのクリープ速度の応力依存性はノートン則によって表される。

## クリープ変形による破壊
クリープ変形による破壊はクリープ破壊もしくはクリープ破断と呼ばれ、高応力・高温の環境ほどクリープ速度は大きくなるが、破断ひずみは大きくなるという特徴がある。低温・短寿命では粒内破壊が目立ち、高温・長寿命では粒界破壊が目立つ。
長時間のクリープ破断実験を短時間の実験で代用する方法として、ラーソン・ミラー・パラメータが利用されている。
{\displaystyle P=T(C+\log t_{r})}
Tは絶対温度 (K)、{\displaystyle t_{r}}は破断時間 (h)、Cは材料によって決まる定数で、通常の高温材料なら20程度をとる。温度のみを変化させた場合Pは一定なので、高温・短時間の実験結果から低温・長時間の実験の結果が推定できる。これを加速試験と呼ぶ。ただし、温度上昇によって変形機構が変化しないという前提が必要である。
クリープ変形と疲労の複合的な破壊については、マイナー則を応用して、クリープによる損傷と疲労による損傷の単純な和が一定値になった時破断するという考え方、クリープによるひずみと繰り返し応力による塑性ひずみの複合的な寿命をもつという考え方などがある。